# Síndrome de la mano alienígena
El síndrome de la mano extraña, síndrome de la mano ajena (SMA) o síndrome del Dr. Strangelove es un trastorno neurológico poco frecuente que se caracteriza por la presencia de movimientos involuntarios e incontrolables en uno de los miembros superiores, además de una sensación de «personificación» o al menos de extrañeza con relación al mismo.
Descrito por primera vez en 1908 por el médico alemán Kurt Goldstein, el síndrome es común en pacientes sometidos a una comisurotomía. También puede ocurrir luego de neurocirugías, en personas con accidente cerebrovascular, infecciones, neoplasias, aneurismas o en pacientes con enfermedades neurodegenerativas como Alzheimer o Creutzfeldt-Jkob.

## Síntomas de la mano extraña
El paciente del síndrome de la mano extraña puede sentir tacto en la mano, pero cree que no es parte de su cuerpo y que no posee control sobre sus movimientos. Las manos extrañas pueden realizar actos complicados como abotonar y desabotonar una camisa. A menudo el paciente no es consciente de lo que su mano realiza hasta que llama su atención.
Los pacientes del síndrome de la mano extraña a menudo personifican el miembro independiente, por ejemplo, creyendo que se encuentra «poseído» por algún espíritu y puede pelear o castigarlo en su intento por controlarlo.
Los movimientos involuntarios (aparentemente intencionados) de la mano afectada pueden llegar a entrar en conflicto con el miembro opuesto y en ocasiones pueden incluir el uso inadecuado de un objeto; puede que el miembro ajeno intente causar algún daño al propio individuo o a otros.
Los movimientos del miembro ajeno, que en ocasiones pueden llegar a ser controlados, se ven incrementados en situaciones de fatiga o ansiedad, así como en situaciones en las que el sujeto presta una menor atención.

## Causas
Existen diversos subtipos del síndrome de la mano extraña asociados con tipos específicos de daño cerebral. El daño al cuerpo calloso puede producir acciones involuntarias e inteligentes en la mano no dominante del paciente (por ejemplo, en el caso de una persona diestra, su mano izquierda aparentará cobrar vida propia), mientras que un daño en el lóbulo frontal puede provocar acciones involuntarias e inteligentes en la mano dominante.
Daños en la corteza cerebral pueden provocar movimientos involuntarios, aunque descontrolados, de cualquiera de las manos del paciente y movimientos más complejos de la mano extraña son generalmente asociados a tumores cerebrales, aneurisma o golpes.
Se cree que el síndrome de la mano extraña resulta de la desconexión entre las distintas partes del cerebro con control sobre el cuerpo. Como resultado, diferentes regiones del cerebro son capaces de controlar los movimientos corporales sin ser conscientes de lo que están haciendo las otras partes del cerebro.

## Tratamiento
No existe actualmente ningún tratamiento conocido para el síndrome de la mano extraña, aunque los síntomas pueden ser reducidos ocupando la mano extraña con alguna tarea, por ejemplo sosteniendo con ella algún objeto.
El tratamiento de rehabilitación debe dirigirse a las necesidades específicas de cada paciente, para así poder conseguir una mejora en la realización de las actividades de la vida cotidiana.
Dado que los síntomas se ven acentuados por la existencia de objetos cercanos considerados llamativos, es importante que las personas que conviven con estos pacientes intenten mantener el entorno libre de estímulos que distraigan, al mismo tiempo que conviene que el paciente se centre en la realización de una única tarea. De este modo se lograría mejorar la calidad de vida de los pacientes.

## En los medios de comunicación
En un episodio del programa Chespirito de Roberto Gómez Bolaños, el personaje «Chómpiras» pierde el control de su mano.
En la película Dr. Strangelove or: How I Learned to Stop Worrying and Love the Bomb, en una escena, la mano del personaje Dr. Strangelove interpretado por Peter Sellers parece cobrar vida propia, haciendo incluso el saludo nazi.
En la película Al diablo con el diablo, el personaje que interpreta Brendan Fraser, en una escena pierde el control de su mano, aparentemente controlada por el Diablo. La escena está basada en esta enfermedad.
En la comedia de Jim Carrey Liar Liar, su personaje, Fletcher Reede, «se enfrenta» por un momento con su mano derecha, que parece haber cobrado vida propia.
También en la película de terror de Sam Raimi, The Evil Dead, el personaje, Ash, lucha contra su propia mano como poseída por un espíritu demoníaco.
En la serie estadounidense Dr. House (temporada 5, episodio 24).
En el videojuego Zero Time Dilemma de la serie de juegos Zero Escape.